# Orupgård
Orupgård nævnes første gang i 1231, som en jagtgård under Kronen, og var i begyndelsen af det 16. århundrede en avlsgård under Nykøbing Slot og blev i 1770 til en Sædegård.
Gården ligger i Idestrup Sogn, Guldborgsund Kommune. Hovedbygningen er opført i 1860-1862 ved Ernst H. Glüer og ombygget i 1940 ved Oscar Gundlach-Pedersen. Godsforvalterboligen er tegnet af P.V. Jensen Klint og opført 1905-07.
Orupgaard Gods er på 1.225 hektar med hestesportscenteret Brændte Ege.

## Ejere af Orupgård
- 1231-1766 Kronen
- 1766-1793 Christian Hincheldey
- 1793-1809 Laurentia Hofgaard gift Hincheldey
- 1809-1823 baron Charles friherre de Selby
- 1823-1840 baron Charles Borre friherre de Selby
- 1840-1889 Edward Tesdorpf
- 1889-1937 Edward Frederik Jakob Tesdorpf
- 1937-1939 Sophie Tutein gift Tesdorpf
- 1939-1954 Knud Højgaard
- 1954-1977 Erik Højgaard
- 1977-1999 Knud Højgaard
- 1999-2005 Knud Højgaard / Thomas Højgaard
- 2005- Thomas Højgaard